# Martin Martini
Martin Martini (* 1565/66 in Zignau, Gemeinde Trun; † vor dem 6. Mai 1610 im piemontesischen Tassarolo) war ein Schweizer Kupferstecher.

## Leben
Martin (Martinus) Martini war ein begabter Kupferstecher, Goldschmied, Glasmaler und Universalkünstler der klassischen Ära, dessen Stadtansichten, Portraits, Andachtsbilder und Buchillustrationen von der Kundschaft sehr geschätzt waren. Bekannt sind auch seine Schwierigkeiten mit den adligen und zünftischen Arbeitgebern sowie seine Verfehlungen, die darauf begründeten, seine ärmlichen Lebensverhältnisse zu verbessern. Er musste nach seiner Lehre in Chur 1591 wegen Münzfälschungen die Münzstätte Wegerich verlassen und kam über Zürich nach Luzern, wo er unter anderem einen Kupferstich der Stadt Luzern mit einem integrierten kleinen Selbstbildnis und den dortigen regierenden Adelsfamilien anfertigte. 1601 wurde er wegen privater Händel aus Luzern ausgewiesen. Er zog nach Bünden, dann nach Uri und wirkte danach bis 1609 in Freiburg im Üechtland, wo er 1606 ebenfalls die Stadtansicht in Kupfer stach. Zusammen mit dem Zeitgenossen Gregorius Sickinger reformierte Martini die Kunst der Veduten in der Kupferstich-Tiefdrucktechnik. Beide Künstler schufen reelle Stadtansichten (sogenannte „Abkonterfacturen“), welche Grundlage für eine Erneuerung der Kartografie und des Vermessungswesens bildeten. Martini widmete sich zudem dem Druck religiöser Heiligenbilder und der Darstellung von Wappen der städtischen Eliten. Ende 1609 bezog er den Posten eines Münzmeisters am Hof des Grafen Agostino Spinola in Tassarolo. In der Geometrie und Kartografie leistete Martini aussergewöhnliche „perspektivische Zeichnungen“. Noch wenig bekannt sind seine Goldschmiede-Arbeiten, Gravuren und Glasgemälde.

## Werke
- Die Luzerner Stadtansicht von Martin Martini 1597
- Die Freiburger Stadtansicht von Martin Martini 1606

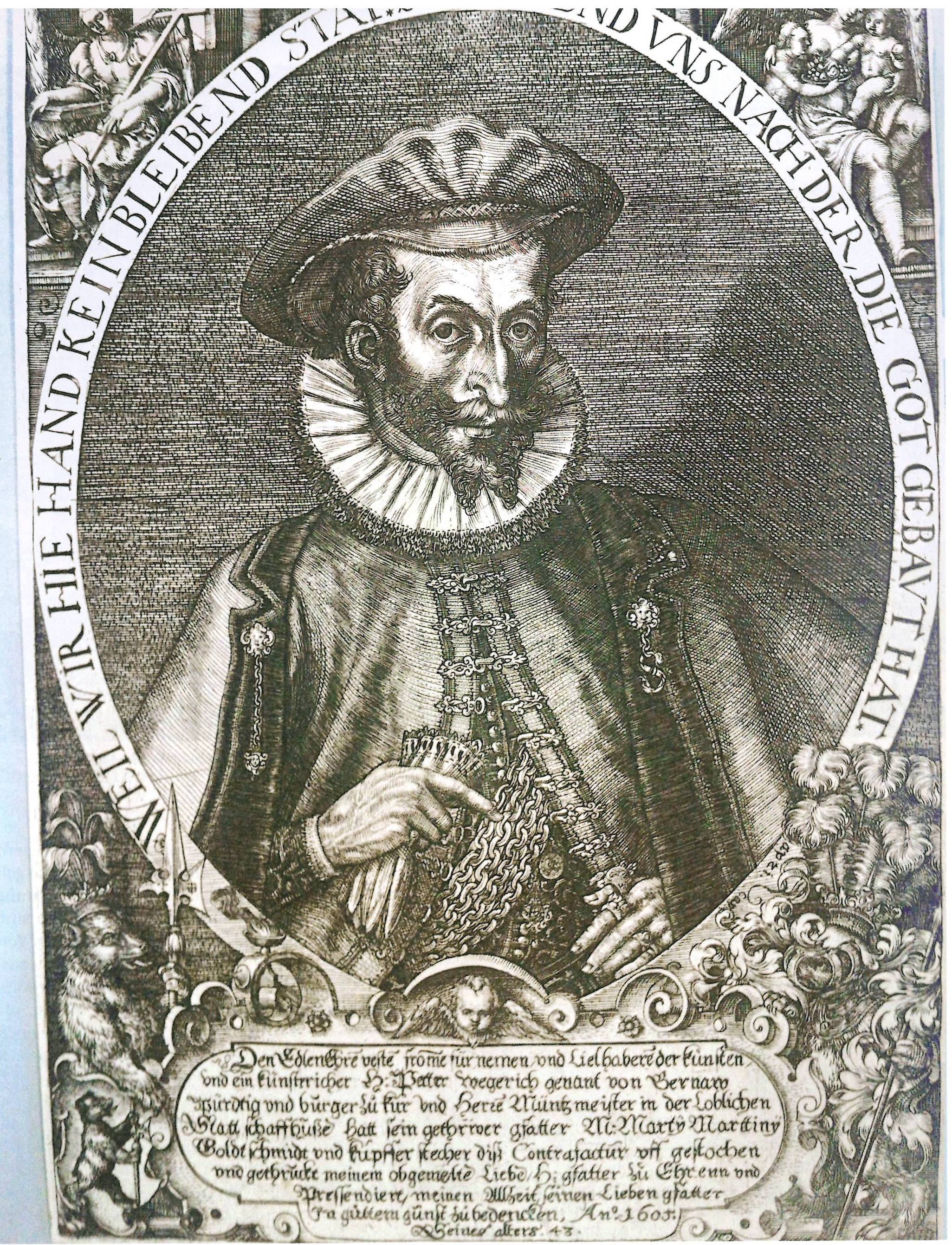
Peter Wegerich von Bernau (1562–ca. 1608) Münzmeister in Chur und Schaffhausen
Luzerner Stadtansicht von Martin Martini, 1597
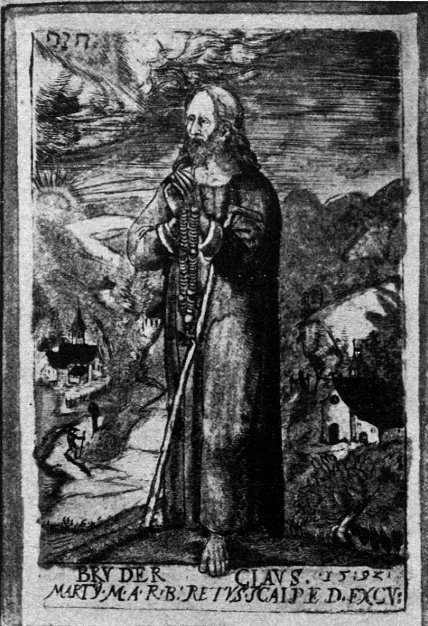
Der heilige Niklaus von Flüe, Stich von Martin Martini, 1592, Original im Stiftsarchiv Einsiedeln
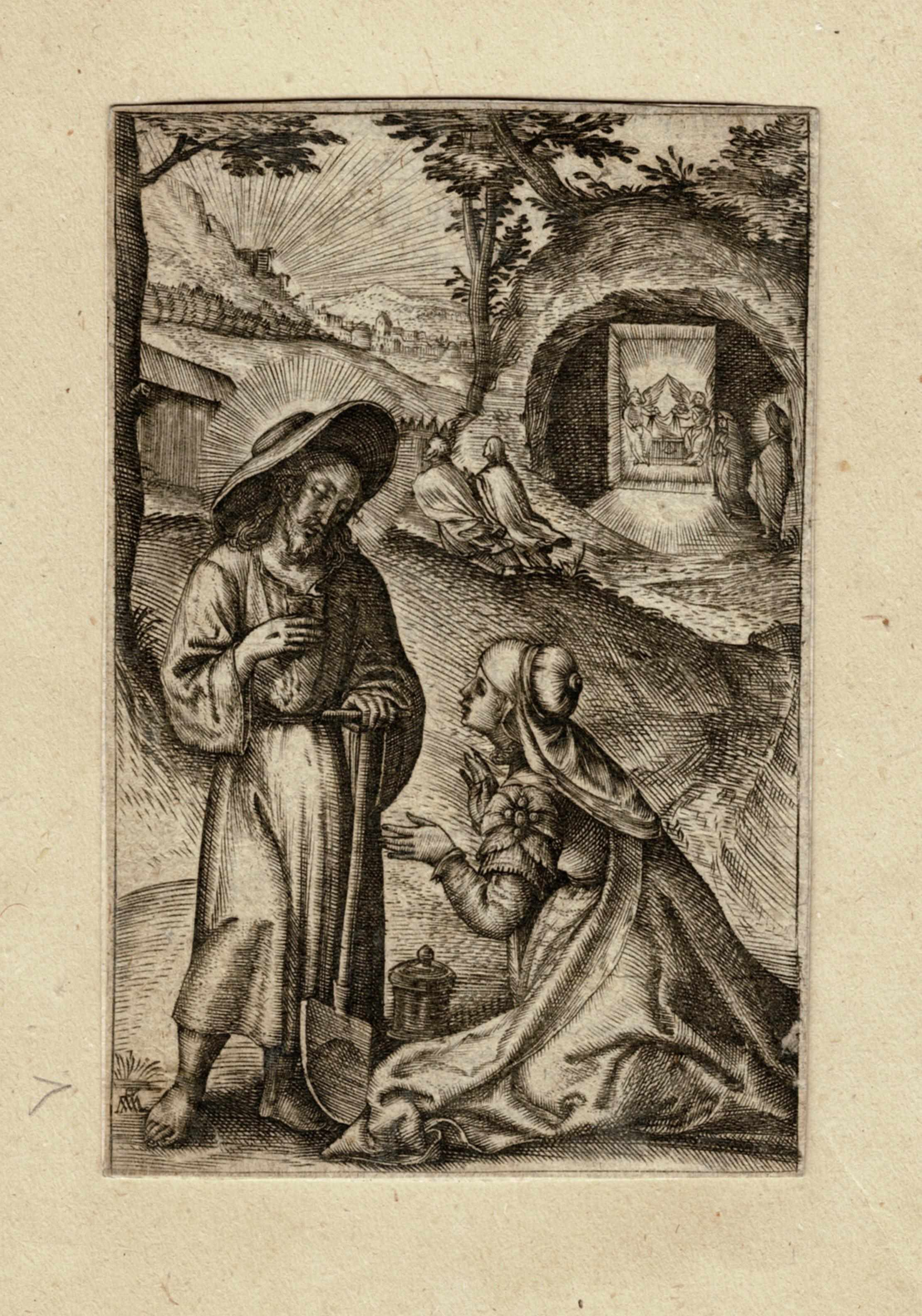
Martin Martini ca.1602 Speculum ponitentiae, Noli me tangere